# Галакторея
Галакторея (от греч. γάλα, γάλακτος [galaktos] «молоко» + греч. ῥέω [rhoe] «истечение») — патологическое самопроизвольное истечение молока из молочных желёз вне связи с процессом кормления ребёнка. Может проявляться как у женщин (включая не рожавших и после менопаузы), так и у мужчин. Оценки встречаемости галактореи у женщин лежат в диапазоне от 0,1 до 32 %. Это связано с различиями в определении галактореи, размером обследованных групп и методикой исследования.

## Этиология
В неонатальный период галакторея может проявляться под влиянием эстрогена, полученного новорождённым через плаценту ещё до рождения. Это явление получило название «ведьмино молоко». Обычно это временное явление, не требующее медицинского вмешательства. Встречается примерно у 6 % новорождённых вне зависимости от пола.

### Патологические причины

#### Медикаменты
Препараты, снижающие уровень дофамина или блокирующие рецепторы к нему, могут вызывать галакторею. Поскольку дофамин контролирует выделение пролактина лактотрофами гипофиза, блокирование рецепторов дофамина ведёт к повышению уровня пролактина, что может вызвать галакторею. Оральные контрацептивы, содержащие эстроген, могут вызывать галакторею благодаря повышению уровня пролактина.

#### Опухоли гипофиза
Опухоли гипофиза — самая распространённая причина галактореи. Они вызывают повышенную выработку пролактина (гиперпролактинемию). Повышение уровня пролактина, чаще всего, коррелирует с размером опухоли.

#### Поражения гипоталамуса
Поражения гипоталамуса могут привести к разрушению нейронов гипоталамуса, секретирующих дофамин. Дофамин оказывает подавляющий эффект на выработку пролактина лактотрофами гипофиза. Снижение уровня дофамина или нарушение путей его доставки из гипоталамуса в гипофиз приводит к увеличению уровня пролактина.

#### Заболевания щитовидной железы
Гипотиреоз может привести к галакторее связанной с гиперпролактинемией. Механизмом является повышение уровня тиролиберина, который может как стимулировать выработку пролактина, так и подавлять секрецию дофамина.

#### Почечная недостаточность
Галакторея может проявляться у пациентов с почечной недостаточностью вследствие снижения уровня почечного клиренса пролактина.